# La Guillermie
La Guillermie é uma comuna francesa na região administrativa de Auvérnia-Ródano-Alpes, no departamento Allier. Estende-se por uma área de 11,92 km². Em 2010 a comuna tinha 128 habitantes (densidade: 10,7 hab./km²).